# EVS (empresa)
EVS Broadcast Equipment es una compañía de Lieja que fabrica los sistemas de producción de vídeo digital en vivo. Sus grabadoras se han convertido en el estándar dominante para las emisoras de todo el mundo. Sus servidores de producción de vídeo XT3 permiten la creación, edición, intercambio y reproducción de audio y vídeo.
La compañía afirma que diariamente más de 5.000 operadores de todas las nacionalidades utilizan sus aplicaciones.
EVS ha logrado el éxito en la compresión y procesamiento de datos de audio y video, y está tratando de mantener su posición de mercado en la migración del sistema analógico al digital en la televisión.

## Producción de televisión sin cintas
La programación de las cadenas de televisión consiste principalmente en transmitir imágenes pregrabadas que, hasta hace muy poco, estaban almacenados en cintas. Pero la edición lineal (o edición en cinta) está siendo reemplazada por medios digitales o la edición no lineal. Hoy en día, la tecnología digital en el disco duro (no lineal, por definición) es la alternativa común. No ha habido confirmación clara de una migración hacia esta tecnología desde hace algunos años, a pesar de que aún se requerirán otros 5 a 6 años o menos para la tasa de penetración de disco duro para aumentar de 30% a 70%. Las estaciones de televisión comenzaron a emigrar a TAPELESS (plataformas informáticas interoperables) a partir de finales de 1990. Grabadoras de vídeo raramente se utilizan hoy en día para producciones en vivo. Servidores de medios digitales del tipo EVS son la norma en la transmisión en vivo.

## Historia de la compañía
EVS fue cofundada en 1994 por Pierre Lhoest y Laurent Minguet. Tres años más tarde, la empresa invirtió 30% de su capital en fondos privados, alrededor de 4 millones de euros.
La primera vez que se utilizó en España fue durante los Mundiales de esquí alpino en Sierra Nevada en 1996.Los retransmitió Tve y aquella primera versión del LSM la manejaron Felix Camba y David Vara, suponiendo un gran avance en lo que se hacía entonces con sistemas lineales.
En 1998, EVS fue incluido por primera vez en la bolsa con un presupuesto inicial de 14,8 millones de euros por acción (en niveles comparables) per share (at comparable levels) y fue valorada en 204 millones de euros. En ese mismo año, EVS adquirió VSE, un subcontratista de hardware gestionado por Michel Counson. En esa transacción, VSE recibió acciones de EVS por un valor aproximado de 4,5 millones de euros.
Desde entonces, EVS se ha convertido en un actor importante de difusión centrada en las tecnologías de grabación digitales para la producción deportiva de la televisión en directo. Los productos principales de EVS se utilizan principalmente en unidades móviles y permiten la reproducción en cámara lenta de imagen en alta calidad respectivamente. 
EVS ha revolucionado la grabación digital profesional por ser el primero en introducir una unidad de disco duro en ese campo, en lugar de la tradicional cinta de grabación magnética, un negocio llevado en ese momento por Sony y Panasonic.
Después de establecerse en transmisiones de exteriores con la producción de deportes, EVS comenzó a usar sus servidores para abordar producciones en estudios de televisión con una gama completa de productos a partir de 2002. Eso contribuyó en el movimiento estratégico para un levantamiento del 40% en 2012. Además, EVS fundó XDC en 2004, uno de los pioneros en la radiodifusión del cine de alta definición, que se reestructuró en el Grupo Dcinex. EVS vendió su participación en Dcinex en 2014.
En 2001, Laurent Minguet renunció a su posición como director. 
Por su parte, Pierre L'hoest decidió dejar su papel como director y consejero delegado, siguiendo el consejo de la administración, el 15 de septiembre de 2011. En un período de transición, EVS fue administrado por su consejo de administración.
En 2012, EVS nombra a Joop JANSSEN como director general.
El 10 de octubre de 2014, el Consejo de Administración y Joop Janssen llegan a un mutuo acuerdo para poner fin a su vigencia en la dirección. Muriel De Lathouwer, un miembro del Consejo de Administración de EVS, que preside la Comisión de Estrategia, es nombrado como el presidente del Comité Ejecutivo de manera provisional.

## Productos
- XT3: este Servidor de video permite a los organismos de radiodifusión registrar, controlar y reproducir clips, ingestión de forma sincrónica y reproducciones múltiples.
- Multicam [LSM]: este es el controlador para el software de servidor XT3. En combinación con el controlador remoto, permite repeticiones instantáneas y efectos de cámara lenta, ampliamente utilizado en la difusión del deporte.
- XS: este es el servidor de producción para entorno de estudio
- IPDirector: este es un software utilizado para controlar el servidor XT3, ofrece varias características como la gestión de metadatos, la edición por corte áspero y gestión de lista de reproducción.
- Xedio es un conjunto de aplicaciones modulares destinados a profesionales de la transmisión que se encarga de la adquisición, producción, gestión de medios y la emisión de noticias. Incluye un sistema de edición no lineal, CleanEdit, que puede trabajar virtualmente.
- C-Cast: La herramienta ofrece contenido adicional instantáneo a los espectadores en las plataformas de medios de comunicación de segunda pantalla.
- Epsio: La herramienta permite insertar superposiciones de gráficos en tiempo real, o en repeticiones instantáneas.
- Familia OpenCube: genera archivos MXF para flujos de trabajo sin cinta, XFReader (MXF lector) y XFConverter (conversión MXF).

## Premios
La compañía y sus productos han recibido varios premios internacionales
- The IBC2014 Judges’ Prize[17]
- Best distribution technology Award 2014 for its C-Cast[18]
- TV Technology Star Awards at IBC2013 for its XT3 4K version[19]
- Pick Hit Award for IBC 2013 for its XT3 4K version[20]
- Tech & Engineering Emmy Award for its HD Super Motion Systems[21]
- Spanish AV Industry Award for EVS XT2+[22]
- TV Technology Star Awards at IBC2010 for MediArchive Director[23]
- Technology Implementation of the Year Award for Qvest Media at Digital Studio Awards 2010[24]
- IBC 2009 Pick Hit Awards for EVS' New Graphic Overlay Solution[25]
- TVBEurope Best of IBC Award for IPEdit[26]
- Star 2008 TV Technology for EVS XT2web[27]
- Pick Hit Award for IBC 2011 for C-Cast[28]